# 赵海仙洋楼
赵海仙洋楼，位于江苏省兴化市昭阳街道文峰社区东门外大街家舒巷（又称洋楼巷）16号，东为上真庙桥巷，北临北舒巷，为晚清名中医赵海仙（1830-1904）的故居，占地面积882平方米，建筑面积499平方米。东院为花园，名为“盂园”，盂池周边垒以假山。盂园北侧为主体建筑“洋楼”，中西合璧，为扬州盐商出资、江都木商献料、宁波匠人承建、日本人设计，中西合璧。1949年以后，赵海仙洋楼收归国有。1986年，赵海仙洋楼公布为第一批兴化县文物保护单位。2008年在复原后，辟为兴化中医药博物馆，对外开放。。2019年3月20日赵海仙洋楼公布为第八批江苏省文物保护单位。